# Мінаєв Іван Григорович
Іва́н Григо́рович Міна́єв (9 березня 1925, село Щемелиха, колишнього Кармановського району Смоленської області, Російська Федерація — 21 січня 2008, місто Луганськ Луганської області) — український радянський діяч, начальник комбінату «Ворошиловграджитлобуд». Депутат Верховної Ради УРСР 8—10-го скликань.

## Біографія
Народився в селянській родині.
У 1945—1947 роках — підземний забійник, врубмашиніст шахтоуправління «Талівське» Ворошиловградської області.
У 1950 році закінчив Краснолуцький гірничий технікум. Навчався у Донецькому індустріальному інституті за спеціальністю «Будівництво гірничих підприємств», який закінчив в 1952 році.
У 1953—1958 роках — змінний інженер, начальник гірничої дільниці, начальник гірничого цеху будівельного управління, головний інженер шахтобудівельного управління в містах Ровеньки і Краснодон Ворошиловградської області.
Член КПРС з 1957 року.
У 1958—1960 роках — начальник Дар'ївського шахтобудівельного управління № 2 тресту «Краснолучшахтобуд» Луганської області. У 1960—1963 роках — керуючий тресту «Краснодонпромшахтобуд» Луганської області.
У 1963—1967 роках — начальник комбінату «Донбасантрацитшахтобуд» Луганської області.
У 1967—1971 роках — начальник комбінату «Луганськважбуд» Луганської області.
У 1971—1987 роках — начальник комбінату «Ворошиловграджитлобуд» Ворошиловградської області.
З 1987 року перебував на пенсії, продовжував працювати старшим інженером, начальником нормативно-дослідницької станції комбінату «Ворошиловграджитлобуд». Пізніше працював у Луганському територіальному управлінні матеріально-технічного забезпечення, в Державній товарно-сировинній компанії «Луганськголовпостач», де з 1997 по 2002 рік обіймав посаду радника.
Потім — на пенсії в місті Луганську.

## Нагороди
- орден Леніна
- два ордени Трудового Червоного Прапора
- орден Знак Пошани
- медалі
- кавалер почесного знаку «Шахтарська слава» 1-3-го ст.
- заслужений будівельник Української РСР
- почесний громадянин міста Луганська (.09.1999)
- почесний громадянин Луганської області (27.06.2001)